# Ekpadda
Ekpadda (Anaxyrus quercicus) är en nordamerikansk paddart i familjen äkta paddor. Den förekommer enbart i  kustområden i sydöstra USA och är med sin längd av 19–33 mm den minsta paddan i Nordamerika. Tidigare placerades den i släktet Bufo i undersläktet Anaxyrus, men idag har flertalet auktoriteter brutit ut Anaxyrus som ett eget släkte.

## Utseende
Ekpaddan är en mycket liten padda med en längd av 19–33 mm. Den räknas som Nordamerikas minsta padda. Ekpaddan har kort huvud med spetsig nos och gråsvart till brun rygg med mörkare fläckar och små, brunaktiga till orangeröda vårtor. Mitt på ryggen finns en ljusare längsgående strimma. Buken är gråvit utan fläckar, men även den har vårtor. Parotidkörtlarna är avlånga och droppformade. Honan är oftast större och har ljus strupe, medan hanens strupe är mörk.

## Utbredning
Ekpaddan förekommer i sydöstra USA:s kusttrakter från sydöstra Virginia till Florida. Västerut når den till Louisiana och Mississippifloden.

## Ekologi
Ekpaddan är solitär och dagaktiv, utom under parningstiden då de församlade paddorna även kan vara aktiva nattetid. Den föredrar tall- och ekterräng, som trädbeväxta hedar, glesa skogar och savanner, gärna på sandjord. Kustnära skogar föredras också. Den gräver gärna ner sig eller gömmer sig under löv, flata stenar och dylikt. Den kan bli åtminstone 4 år gammal.

### Föda
Ekpaddan lever främst på myror, men tar även skalbaggar, fjärilar, bladlöss, tvåvingar, gräshoppor, mångfotingar, klokrypare, spindlar och blötdjur. Ungdjuren tar hoppstjärtar, myror och små spindeldjur.

### Fortplantning
Fortplantningen sker i grunda vattensamlingar, som dammar och diken mellan april och september eller oktober. Hanarna kommer först till lekplatserna och kallar på honorna med höga, kvittrande kväkningar. Honorna lägger mellan 100 och 250 ägg per tillfälle, i flera, sammanhängande strängar om 4 till 6 ägg vardera. Under en hel parningssäsong kan upp till 700 ägg läggas. Äggen kläcks efter omkring 3 dagar; ynglen är färdigutvecklade efter ungefär 2 månader. Könsmognad sker vid omkring 1,5 – 2 års ålder.

## Status och hot
Ekpaddan är vanlig i hela sitt utbredningsområde. Den förefaller ha minskat något på senare tid i Florida, men är fortfarande vanligt förekommande även där. På grund av detta kategoriserar IUCN arten som livskraftig (LC).